# Kerrie Keane
Kerrie Keane, née le 7 septembre 1948 au Canada, est une actrice canadienne.
Elle est diplômée de l'Université McMaster, ayant obtenu une licence (Bachelor of Arts) en histoire en 1970.

## Au cinéma
Elle a été en nomination pour le prix Génie de la meilleure actrice en 1989 pour  son  rôle dans Obsessed. Keane  a également tenu le premier rôle féminin dans le film Distant Thunder en 1988.

## À la télévision
Elle a coanimé la série éducative sur les sciences What Will They Think of Next?. Elle a eu divers seconds rôles dans des séries, notamment
Star Trek : La Nouvelle Génération et Beverly Hills 90210. Plus récemment elle est apparue dans X files, NCIS : Enquêtes spéciales et Les Feux de l'amour.

## Filmographie
- 1983 : Spasmes (Spasms) de William Fruet
- 1988 : Distant Thunder de Rick Rosenthal